# توسن ۳۱۱۹۰
سیارک ۳۱۱۹۰ (به انگلیسی: 31190 Toussaint، نامگذاری:1997YB12) سی و یک هزار و صد و نودمین سیارک کشف شده‌است که در ۲۷ دسامبر ۱۹۹۷ کشف شد.